# Route 119 (Nouveau-Brunswick)
Pour les articles homonymes, voir Route 119.
La route 119 est une route secondaire du Nouveau-Brunswick située à 20 km (12 mi) au nord-est de Saint Jean, dans la ville banlieue de Quispamsis. Elle est la troisième plus courte route secondaire de la province après les routes 140 et 161, ne possédant qu'une longueur de 5,6 km (3,5 mi).

## Description du tracé
La route 119 débute à la sortie 141 de la route 1, puis elle contourne Quispamsis par le nord-est en croisant notamment la route 100, principale artère de la ville. À environ 4 km (2,5 mi) au nord-ouest, elle atteint la rivière Kennebecasis, où elle se termine sur le traversier menant de l'autre côté de la rivière, à Reeds Point.

## Intersections majeures
| Comté | Ville         | km   | Destinations                | Notes                            |
| ----- | ------------- | ---- | --------------------------- | -------------------------------- |
| Kings | Quispamsis    | 0,00 | NB-1 – Sussex, Saint-Jean   | Sortie 141 de la NB-1            |
| Kings | Quispamsis    | 1,80 | NB-100 (Chemin Hampton)     |                                  |
| Kings | Quispamsis    | 3,20 | Alma Lane / Square Drive    | Carrefour giratoire              |
| Kings | Gondola Point | 5,60 | Traversier vers Reeds Point | Traverse la rivière Kennebecasis |
|       |               |      |                             |                                  |